# Pālkānlū-ye Pa'īn
Pālkānlū-ye Pa'īn (persiska: Pālkānlū-ye Pa’īn, Pālkānlū-ye Soflá, پالکانلو پايین) är en ort i Iran.   Den ligger i provinsen Khorasan, i den nordöstra delen av landet, 700 km öster om huvudstaden Teheran. Pālkānlū-ye Pa'īn ligger 745 meter över havet och antalet invånare är 250.
Terrängen runt Pālkānlū-ye Pa'īn är huvudsakligen kuperad, men åt sydost är den platt.Runt Pālkānlū-ye Pa'īn är det ganska glesbefolkat, med 28 invånare per kvadratkilometer. Närmaste större samhälle är Jashnābād, 9,5 km söder om Pālkānlū-ye Pa'īn. Omgivningarna runt Pālkānlū-ye Pa'īn är i huvudsak ett öppet busklandskap.